# تلمبه شهید نصیری
تلمبه شهید نصیری روستایی در دهستان ملک‌آباد بخش گلستان شهرستان سیرجان استان کرمان ایران است.

## جمعیت
بر پایه سرشماری عمومی نفوس و مسکن در سال ۱۳۹۵ جمعیت این مکان ۵۳ نفر (۱۹خانوار) بوده‌است.